# Creswell Crags
Creswell Crags es una garganta cárstica situada en Inglaterra, concretamente entre los límites de Derbyshire y Nottinghamshire, es decir, muy cerca de las localidades de Creswell, Whitwell y Elmton. Los barrancos formados en la rambla de un torrente contienen varias cavidades naturales que fueron habitadas por seres humanos prehistóricos entre 43 000−10 000 años.
- Datos: Q2580424
- Multimedia: Creswell Crags / Q2580424